# Jean-Charles Terrassier
Pour les articles homonymes, voir JCT.
 (mai 2020).
Jean-Charles Terrassier (dit JCT) est un psychologue français né le 21 avril 1940 à Cannes et mort le 1er janvier 2022 à Nice.
Il est spécialiste des enfants surdoués et fondateur de la première association française vouée aux enfants intellectuellement précoces (ANPEIP)

## Biographie
Jean-Charles Terrassier suit ses études secondaires à Cannes puis étudie à Marseille et à Paris. Il décroche son diplôme de psychologie à l'université de Paris en 1967.
À la fin des années 1960, Jean-Charles Terrassier exerce en tant que psychologue clinicien travaillant en libéral à Nice où il exercera toute sa vie. À Paris, il appartient à l'association pour adultes surdoués Mensa. Il crée une antenne de Mensa à Nice en 1968.
Il fonde en 1971 l'Association nationale pour les enfants surdoués (ANPES), association vouée aux enfants montrant un haut niveau d'intelligence mesuré par des tests psychométriques, avec des parents bénévoles dont Monique et André Binda, Patrick Rzewuski.
En 1987, l'ANPES change de nom pour devenir l'ANPEIP, Association nationale pour les enfants intellectuellement précoces. L’ANPEIP est répartie en 25 antennes régionales, la Fédération étant localisée à Nice.
En 1977, il participe à la création de l'association World Council for Gifted and Talented Children (Conseil mondial pour les enfants doués et talentueux) à San Francisco aux États-Unis puis à Londres. Il est élu au conseil d'administration en 1981. Il participe également à la création d'EUROTALENT en France.
En 1978 est organisé au CUM de Nice par Jean-Charles Terrassier et l'ANPEIP, le 1er congrès international pour les enfants surdoués.
En 1987, après plusieurs années de militantisme pour que la particularité des enfants surdoués soit reconnue, le ministère de l'Éducation français ouvre les premières classes d'enfants intellectuellement précoces dans l'école publique Las Planas à Nice. L'expérience se poursuit en 1988 au cours Michelet à Nice, premier établissement privé à s'ouvrir aux enfants précoces.
René Monory, alors ministre de l'Éducation nationale, lui commande une expertise et en 2002, le rapport Delaubier est publié admettant que les enfants précoces ont des besoins éducatifs spéciaux.
Invité à de nombreux congrès en tant qu'expert sur les enfants précoces, Jean-Charles Terrassier a participé à des émissions télévisées comme La Marche du siècle ou bien Les Dossiers de l'écran. Il a collaboré également à la formation de psychologues aux spécificités de ces enfants, a publié des articles de recherche ainsi que des ouvrages destinés au grand public. À travers son association, l'ANPEIP, des ateliers, des congrès internationaux, des formations auprès des acteurs de l'éducation nationale et des professionnels de santé ont été proposés afin de faire connaître la spécificité de ces enfants.
Il a suivi dans toute sa carrière plus de 5 000 enfants précoces.

## Théories et concepts
Jean-Charles Terrassier est le créateur du concept de dyssynchronie présenté la 1re fois à San Francisco au 2e Congrès international des enfants talentueux en 1977. Ce mot est rentré dans Le Petit Larousse illustré en 2012 (Les enfants surdoués ou La précocité embarrassante).
Jean-Charles Terrassier a également introduit la notion de l'« effet Pygmalion négatif », de « l'effet loupe » et d'une méthode de calcul avec un « QI compensé ».
La dyssynchronie est un décalage entre une très grande intelligence et leur développement affectif et psychomoteur. Au-delà de 125 points aux tests de QI, un enfant commence à avoir des difficultés scolaires. Certains se renferment sur eux-mêmes, s'ennuient, sont en décalage avec leur entourage et décrochent à l'école. Il existe deux types de profils : les complexes et les laminaires. Les filles sont plutôt laminaires et se fondent dans la masse. Les complexes sont plutôt des garçons qui ne supportent pas la frustration. Il y a autant de filles que de garçons surdoués, et la douance serait héréditaire. Chaque enfant est différent. C'est sa personnalité et son tempérament qui feront ressortir son intelligence.
Dans les tests de QI compensé, Jean-Charles Terrassier a introduit un test de l'écriture.
Extrait de l'ouvrage Les enfants surdoués : comprendre la précocité pour bien la vivre, de J.-C. Terrassier - Éd. ESF  (ISBN 978-2-7101-4002-3) :

« Classe sociale et haut potentiel :
La moitié des enfants précoces sont issus de familles modestes, niveau « ouvriers-employés ». Pourtant, il n'est pas rare de constater que pour un grand nombre de personnes, les enfants à haut potentiel sont des enfants de bourgeois. Cette pensée impliquerait donc qu'il ne peut pas y avoir des enfants surdoués dans les familles modestes. Voilà une idée de discrimination sociale ! Elle a conduit à l'échec trop d'enfants d'origine modeste. »

## Publications
- « Le syndrome de dyssynchronie », Neuropsychiatrie de l'enfance et de l'adolescence, nos 10-11 (vol. 27),‎ octobre 1979, p. 445-450
- (en-US) (Co-auteur) Dyssynchrony - uneven development in The psychology of gifted children, J. Freeman (dir.), éd. John Wiley, New York, 1985 (p. 265-274).
- « Le développement psychologique des enfants intellectuellement précoces », Journal de pédiatrie et de puériculture, no 4 (vol. 9),‎ 1996, p. 221-226 (DOI 10.1016/S0987-7983(96)80052-1, lire en ligne)
- (Co-auteur) Guide pratique de l'enfant surdoué : comment réussir en étant surdoué ?, avec Philippe Gouillou, ESF, Paris, 1998  (ISBN 978-2-7101-1912-8) à 2019 (12e édition)  (ISBN 978-2-7101-3717-7)
- Les enfants surdoués : comprendre la précocité pour bien la vivre, Éd. ESF - 13e édition - 2020-  (ISBN 978-2-7101-4002-3)
- Les enfants surdoués ou La précocité embarrassante, Éd. ESF - 11e édition - 2019 -  (ISBN 978-2-7101-4002-3)